# Yasuo Suzuki
Yasuo Suzuki, född 30 april 1913 i Kanagawa prefektur, död senast år 2000, var en japansk fotbollsspelare.